# Kajo Keji
Kajo Keji (ook gespeld als Kajo Kaji of Kajo-keji) is een stad in de staat Central Equatoria in Zuid-Soedan. Het ligt zo ongeveer 100 kilometer ten zuiden van de hoofdstad Juba en 15 kilometer van de grens met Oeganda.